# 19th Nervous Breakdown
«19th Nervous Breakdown» —en español: «Decimonoveno ataque nervioso»— es una canción de la banda de rock inglesa The Rolling Stones, escrita por Mick Jagger y Keith Richards. Se dice que la canción fue dedicada a Chrissie Shrimpton, novia de Jagger por esos años. Grabada a finales de 1965 y lanzado como sencillo a principios de 1966, alcanzó el número 2 tanto en las listas de los Estados Unidos como en las del Reino Unido, mientras que encabezó la lista de NME.

## Composición y grabación
La canción fue escrita durante la gira de la banda por los Estados Unidos en 1965 y grabada al final de su cuarta gira norteamericana durante las sesiones del álbum Aftermath, entre el 3 y el 8 de diciembre de 1965 en los RCA Studios de Hollywood, California. El ingeniero de sonido Dave Hassinger, acompañó a la banda en el proceso de grabación.
Jagger escribió la letra sobre la base del título. La figura inicial de la guitarra es interpretada por Keith Richards, mientras que el hipnótico riff que interpreta Brian Jones está inspirado en una línea de bajo de la canción de Bo Diddley «Diddley Daddy», una gran influencia en el estilo de los Rolling Stones. El riff se extiende en una progresión de acordes de blues, detrás de las letras de estilo similares a las de su sencillo anterior en el Reino Unido «Get Off of My Cloud», el verso, a su vez, alterna con el puente. La pista también es conocida por la línea de bajo sobre el final de Bill Wyman. Con casi cuatro minutos de duración, es larga para los estándares de la época.
Como muchas grabaciones tempranas de los Stones, «19th Nervous Breakdown» ha sido lanzado oficialmente en mono. Una mezcla estéreo ha aparecido en bootleg y compilaciones piratas.

## Lanzamiento
«19th Nervous Breakdown» fue lanzado como sencillo el 4 de febrero de 1966 en el Reino Unido y alcanzó el número 2 en el UK Record Retailer chart. Sin embargo, alcanzó el 1 en el gráfico NME y el gráfico de la BBC Pick of the Pops, ambos ampliamente reconocidos en Gran Bretaña en ese momento.
Fue el quinto sencillo más vendido de 1966 en el Reino Unido (logrando mayores ventas durante todo el año que la canción de Nancy Sinatra «These Boots Are Made for Walkin'», que había impedido que «19th Nervous Breakdown» llegue al puesto # 1. El próximo sencillo de los Stones, «Paint It Black», alcanzó el #1 en el Record Retailer chart durante una semana a finales de mayo de 1966).
El 12 de febrero de 1966 se publicó como sencillo en los Estados Unidos, alcanzando el número 2 en el Billboard Hot 100. Fue una de tres canciones (junto con «(I Can't Get No) Satisfaction» y «As Tears Go By») que los Stones tocaron en The Ed Sullivan Show en febrero de 1966, siendo este el debut de la televisión a color en Norteamérica.

## Personal
Acreditados:
- Mick Jagger: voz
- Keith Richards: guitarra eléctrica, coros
- Brian Jones: guitarra eléctrica
- Bill Wyman: bajo
- Charlie Watts: batería

## Posicionamiento en listas
| Lista (1966)                           | Mejor posición |
| -------------------------------------- | -------------- |
| Alemania (Offizielle Deutsche Charts)  | 1              |
| Canadá (RPM Top Singles)               | 9              |
| Estados Unidos (Billboard Hot 100)     | 2              |
| Estados Unidos (Hot R&B/Hip-Hop Songs) | 32             |
| Finlandia (Soumen Virallinen)          | 5              |
| Irlanda (IRMA)                         | 2              |
| Nueva Zelanda (Listener)               | 2              |
| Noruega (VG-lista)                     | 2              |
| Reino Unido (Record Retailer)          | 2              |
| Reino Unido (NME)                      | 1              |
| Suecia (Kvällstoppen)                  | 5              |

## En la cultura popular
- La canción fue utilizada como el tema de apertura para el breve drama televisivo Miami Medical.
- Esta canción aparece en la película de Adam Sandler Anger Management de 2003.
- Fue utilizado en la película de animación de Universal Pictures, Minions (2015).